# Chińskie Tajpej na Letnich Igrzyskach Olimpijskich 2000
Chińskie Tajpej na Letnich Igrzyskach Olimpijskich 2000 reprezentowało 55 zawodników, 21 mężczyzn i 34 kobiety.

## Zdobyte medale
| Medal  | Zawodnik          | Dyscyplina           | Konkurencja                  |
| ------ | ----------------- | -------------------- | ---------------------------- |
| Srebro | Li Feng-ying      | Podnoszenie ciężarów | Kategoria do 53 kg kobiet    |
| Brąz   | Kuo Yi-hang       | Podnoszenie ciężarów | Kategoria do 75 kg kobiet    |
| Brąz   | Chen Jing         | Tenis stołowy        | Gra pojedyncza kobiet        |
| Brąz   | Huang Chih-hsiung | Taekwondo            | Waga musza (58 kg) mężczyźni |
| Brąz   | Chi Shu-ju        | Taekwondo            | Waga musza (49 kg) kobiety   |